# Анці
Анці (італ. Anzi) — муніципалітет в Італії, у регіоні Базиліката,  провінція Потенца.
Анці розташоване на відстані близько 330 км на південний схід від Рима, 17 км на південний схід від Потенци.
Населення — 1727 осіб (2014).

## Демографія
Населення за роками:

Станом на 1 січня 2023 року в муніципалітеті офіційно проживали 22 іноземці з 5 країн, серед них 15 громадян країн Євросоюзу.

## Сусідні муніципалітети
- Абріола
- Бриндізі-Монтанья
- Кальвелло
- Кастельмеццано
- Лауренцана
- Піньола
- Потенца
- Тривіньйо